# Glaphyra kucerai
Glaphyra kucerai là một loài bọ cánh cứng trong họ Cerambycidae.